# Skrumpeflation
I økonomi er skrumpeflation eller shrinkflation processen, hvor genstande skrumper eller bliver færre, eller i nogle tilfælde bliver omformuleret eller reduceret i kvalitet, mens de holder samme pris. Ordet er en portmanteau af ordene shrink (skrumpe) og inflation. Den første brug af "shrinkflation" tilskrives både Pippa Malmgren og Brian Domitrovic.
Skrumpeflation lader virksomheder øge deres overskudsgrad og rentabilitet mens de bibeholder deres salgsvolumen, og det bruges ofte som et alternativ til at øge priserne i forbindelse med inflation. Forbrugere er i reglen kritiske overfor dette.

## Eksempel
- I 2010 reducerede Kraft deres Toblerone-pakker fra 200g til 170g.[9]
- Tetley teposer bliver nu solgt i pakker med 88 i stedet for 100.[9]
- Nestlé reducerede deres After Eight Mint Chocolate Thins fra 200g til 170g.[9]
- Cadburys Crunchie blev solgt i pakker med trei stedet for fire.[9]
- I 2003 reducerede Danone deres yoghurt fra 8 oz til 6 oz.[10]
- I januar 2009 annoncerede Häagen-Dazs at de ville reducere størrelsen på deres isbægre i USA fra 470 ml til 410 ml.[11][12]
- I juli 2015 blev en bøtte Cadbury Roses reduceret fra 975g i 2011 til 730g, mens prisen forblev den samme.[13]
- I 2016 Mondelez International reducerede de igen deres Tobelrone i Storbritannien fra 170g til 150g, mens deres pakker med 400g blev reduceret til 360g, hvilket blev gjort ved at øge afstanden mellem chokoladetrekanterne.[14]
- Magnum-is blev i 2016 reduceret fra 120 mL til 110 mL.[15]
- I 2017 blev Milka Alpine Milk og Milka Nuts & Raisins reduceret fra 300 g til 270 g mens Triolade gik fra 300 g til 280 g, uden at ændre posestørrelsen.[16]
- I 2017 reducerede McVities antallet af Jaffa Cakes i hver pakke fra 12 til 10.[17]
- I 2021 skrumpede General Mills deres familiepakker med morgenmad fra 19,3 oz til 18,1 oz.[18]
- I 2022 reducerede Procter & Gamble antallet af ark per rulle toiletpapir fra 264 til 244.[19]
- Pakker med smør i Danmark er blevet reduceret fra 250 g til 200 g.[6][20]
- I 2024 lod Arla fedtprocenten af både deres fløde fra 38% til 36%[21] og Kærgården smørbare blandingsprodukt fra 72% til 70%.[22] I 2020 havde Kærgården et fedtindhold på 75%.[23]